# آردیزاس
آردیزاس (به فرانسوی: Ardizas) یک کمون در فرانسه است که در canton of Cologne واقع شده‌است. آردیزاس ۸٫۵۲ کیلومتر مربع مساحت دارد ۲۱۰ متر بالاتر از سطح دریا واقع شده‌است.